# Kristján Þór Júlíusson

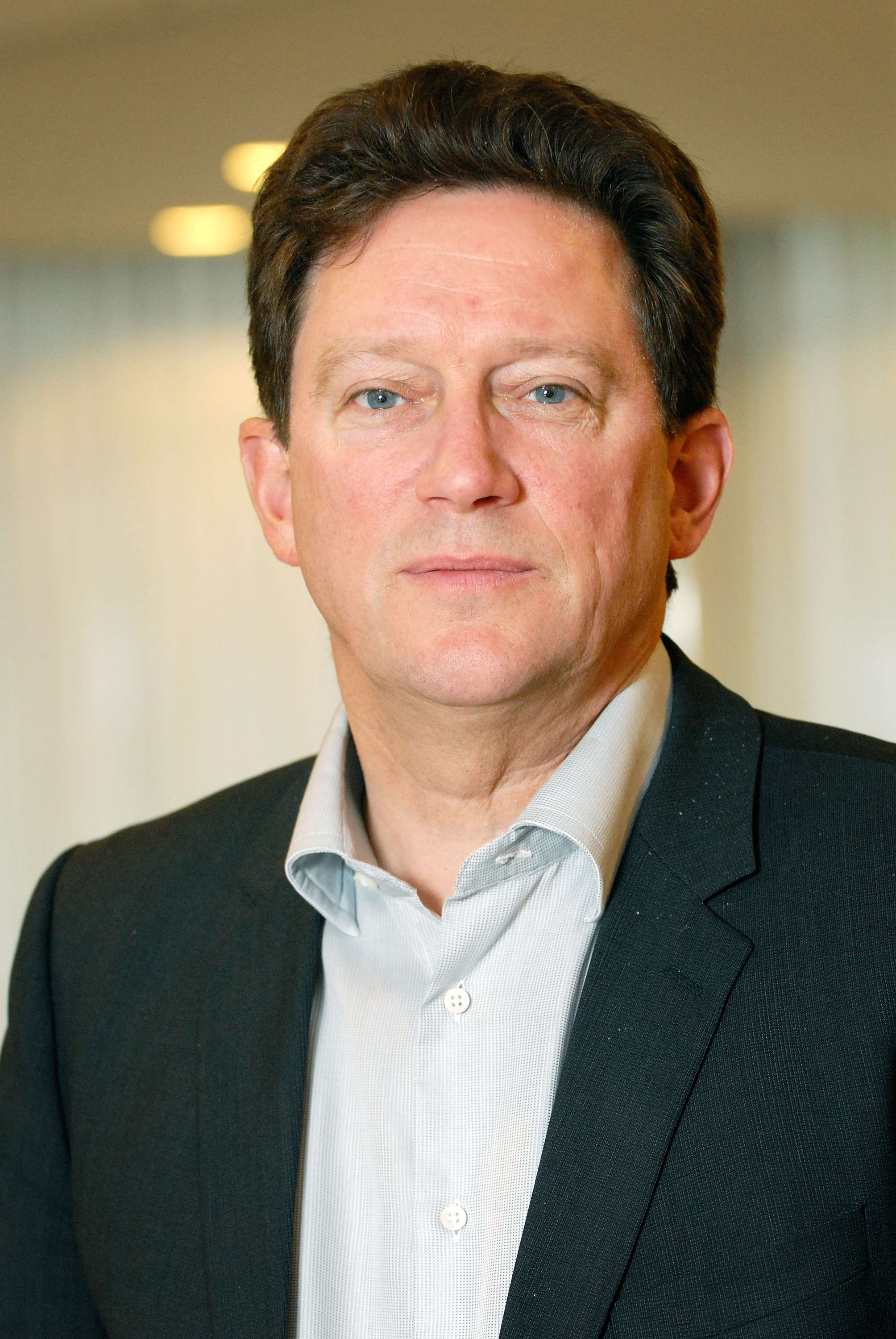
Kristján Þór Júlíusson (2014)

Kristján Þór Júlíusson (deutsche Transkription Kristjan Thor Juliusson, * 15. Juli 1957 in Akureyri) ist ein isländischer Politiker der Unabhängigkeitspartei. Von 2007 bis 2021 war er Mitglied des isländischen Parlaments Althing. Seit 2013 war er Gesundheitsminister, zunächst im Kabinett Sigmundur Davíð Gunnlaugsson, ab April 2016 im Kabinett Sigurður Ingi Jóhannsson. Im Kabinett Bjarni Benediktsson (2017) wechselte er in das Ministerium für Bildung und Kultur, nach der vorgezogenen Wahl 2017 wurde er Fischerei- und Landwirtschaftsminister im Kabinett Katrín Jakobsdóttir I.
1986 wurde Kristján Þór Júlíusson Bürgermeister von Dalvík, wo er aufgewachsen war, und verblieb bis 1994 in diesem Amt, als er nach Ísafjörður umzog. In Ísafjörður amtierte er anschließend ebenfalls als Bürgermeister, dies bis 1997, und danach von 1998 bis 2007 in Akureyri. Ihm wird der zunehmende Erfolg der Unabhängigkeitspartei in Akureyri zugeschrieben, wo die Fortschrittspartei jahrzehntelang dominierte. Von 1998 bis 2006 stand Kristján einer Koalition der Unabhängigkeitspartei und der Fortschrittspartei vor, jedoch bildete die Unabhängigkeitspartei danach eine Koalition mit der Allianz. 2007 trat er als Bürgermeister von Akureyri zurück und kandidierte erfolgreich für einen Sitz im Althing. Er gehörte dem Althing bis 2021 an; zur Parlamentswahl in Island 2021 ist er nicht mehr angetreten.